# 三头紫菀
三头紫菀（学名：Aster tricephalus）为菊科紫菀属下的一个种。